# Eretmocerus neomaskelliae
Eretmocerus neomaskelliae is een vliesvleugelig insect uit de familie Aphelinidae. De wetenschappelijke naam is voor het eerst geldig gepubliceerd in 2010 door Abd-Rabou & Ghahari.